# Понте (район)

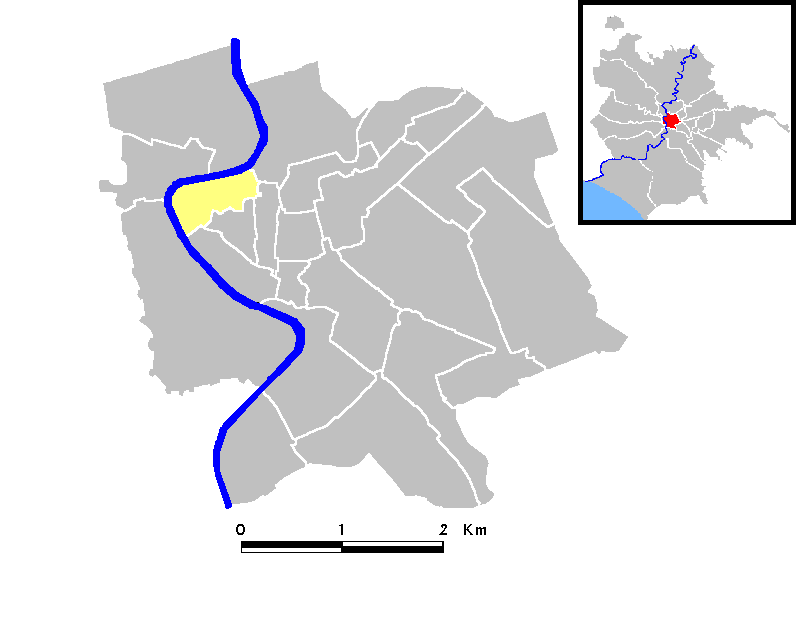
Понте

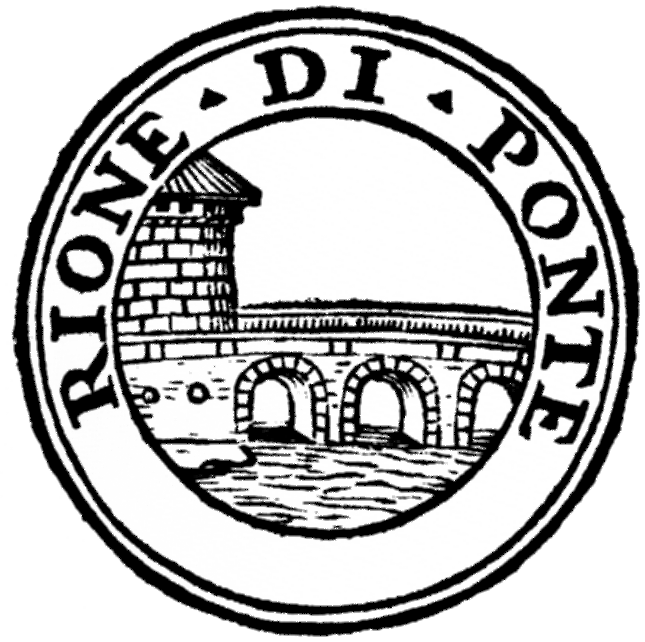
Герб Понте

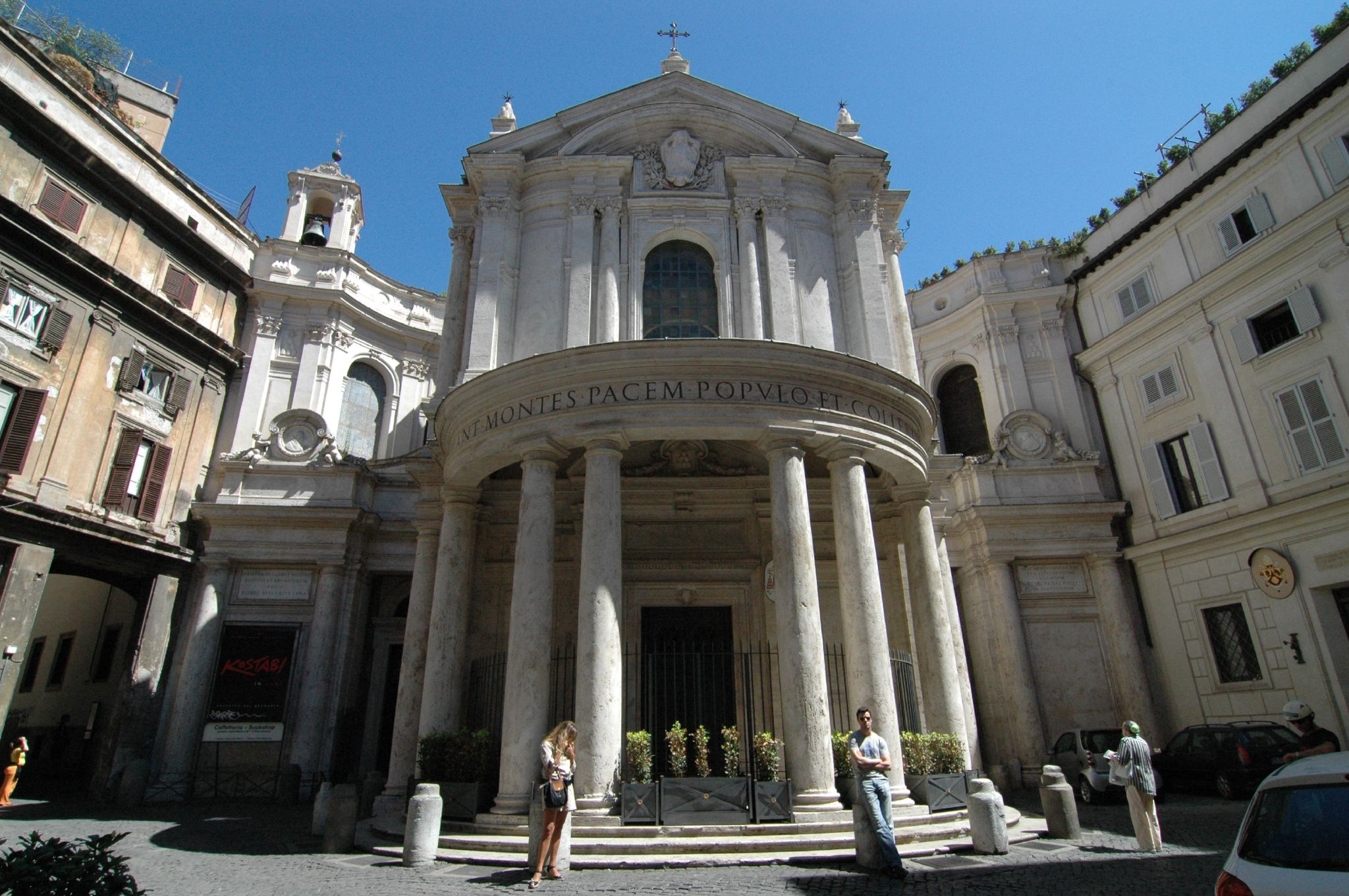
Санта-Мария-делла-Паче

Понте (итал. Ponte) — V район (Rione) Рима.

## Положение
Район Понте занимает площадь от набережной Lungotevere Tor di Nona на левом берегу Тибра (напротив Замка Святого Ангела) до площадей Пьяцца-Навона до Пьяцца-Кьеза-Нуова. Территорию района Понте пересекает улица Corso Vittorio Emmanuele II.

## История
Район Понте (что переводится как мост) получил своё название от моста Святого Ангела, соединяющего Парионе с районом Борго.

## Достопримечательности
- Виа деи Коронари
- Виа Джулия
- Церкви
  - Сан-Джованни-деи-Фиорентини
  - Санта-Мария-дель-Анима
  - Санта-Мария-делла-Паче